# Natschbach-Loipersbach
Natschbach-Loipersbach ist eine Gemeinde mit 1742 Einwohnern (Stand 1. Jänner 2025) im Bezirk Neunkirchen im österreichischen Bundesland Niederösterreich.

## Geografie

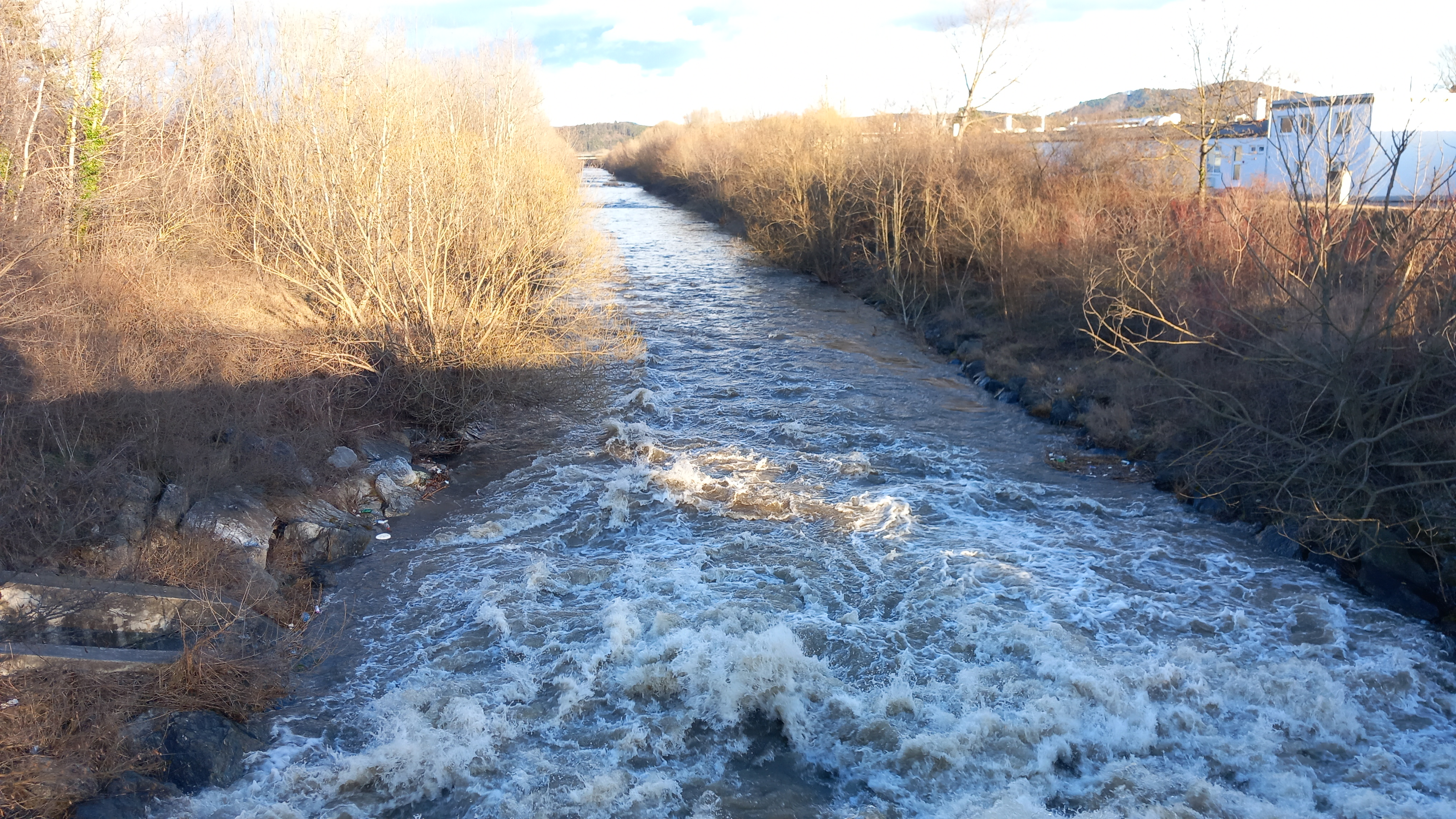
Verlauf der Schwarza durch Loipersbach

Natschbach-Loipersbach liegt in den nördlichen Ausläufern der Buckligen Welt in das Tal der Schwarza bzw. das südliche Ende des Wiener Beckens unmittelbar südöstlich der Bezirkshauptstadt Neunkirchen.

### Gemeindegliederung
Das Gemeindegebiet umfasst folgende drei Ortschaften (in Klammern Einwohnerzahl Stand 1. Jänner 2025):
- Lindgrub (61)
- Loipersbach (755)
- Natschbach (926)

Die Gemeinde besteht aus den drei Katastralgemeinden Natschbach, Lindgrub und Loipersbach.

### Nachbargemeinden
|                 | Neunkirchen, Breitenau                      |                        |
| Wartmannstetten | Kompassrose, die auf Nachbargemeinden zeigt | Schwarzau am Steinfeld |
|                 | Scheiblingkirchen-Thernberg                 | Seebenstein            |

## Geschichte
Früh werden Ortschaften vor der Stadt Neunkirchen erwähnt, welche sich eindeutig mit der heutigen Gemeinde „Natschbach-Loipersbach“ in Zusammenhang bringen lassen. Anzunehmen ist jedoch, dass diese damals nur sehr spärlich besiedelt waren, da die Bodenbeschaffenheit dieser Umgebung eher darauf hindeutet, dass dort ein Sumpfgebiet oder zumindest ein Feuchtgebiet der noch nicht regulierten Schwarza war.
Die Herkunft des Namens „Natschbach“ ist unklar. Natsch könnte die österr. typische Bezeichnung für „Schwein“ sein oder sich auf einen Flur- oder Personennamen beziehen.
Auch wurde von Rudolf Weiser (im Zusammenhang mit einer Drudensage) „Natsch“ als Synonym für „Matsch“ gedeutet und darin die Namensherkunft des an einem Bach in einem Sumpfgebiet entstandenen Ortes gesehen.
Ebenso kann ein Bezug zu „Nätsch“ (von lombardisch nedesch), einem steifen Borstengras, wie es gewöhnlich nur im Alpengebiet vorkommt, und namensgebend für einige Flurnamen (Nätsch, Nätschen) wurde, bestehen.
1130 fungierte ein Megnoz de Nedaspach als Zeuge einer Schenkung an die Kirche Formbach (heute Vornbach in Neuhaus am Inn).
Die Namensendung „-bach“ änderte sich im Laufe der Jahre mehrmals. Auszugehen ist davon, dass der Ortsname ursprünglich die Endung „-peach“ hatte, was in der Mundart für mehrere Dinge stehen konnte und oft bei Niederschriften als „Berg“, „Burg“ oder „Bach“ gedeutet wurde. Festgehalten wurden verschiedene Schreibweisen auf diversen Kartenzeichnung. 1697 als „Nadspach“. 1813 als „Nadschbach“. 1857 als „Natschberg“. Ebenfalls findet sich in einer Niederschrift der Österreichischen Orte von 1721 die Ortsbezeichnung „Nadspach ein D.(Dorf) bei Neunkirchen“ wieder.
Die Herkunft des Namens „Loipersbach“ ist ebenfalls schwer zu verifizieren. Vermutet werden kann, dass das heutige „Loipers-“ sich ableitet aus dem Mittelhochdeutschen „Luipin“ (Eigentum, Aigen, Heim). Als wahrscheinlicher und nachvollziehbarer gilt die Herleitung aus dem Althochdeutschen „Luibes“, welches sich grob ableiten aus „lu“ bzw. „la“ (Sumpf) und „kiwes“ (spalten). Das heutige Gebiet war im Mittelalter bzw. Spätmittelalter noch Sumpfgebiet war und wurde wohl zur Torfgewinnung verwendet.
Um 1140 erschien der Name Luiprantesdorf, welcher einem Ortsgründer namens Liuprant zugeordnet wird. 1150 wurde erstmals Lintgraben erwähnt. Auf Kartenzeichnung finden sich verschiedene Schreibweisen. 1697 als „Loiberstorf“. 1813 als „Loipersdorf“. Anzunehmen ist, dass das anschließende „-bach“ aus dem Nachbardorf „Natschbach“ adaptiert wurde.
Im Jahre 1970 kam es zur Zusammenlegung von Natschbach und Loipersbach. 1973 erfolgte der Zusammenschluss mit Lindgrub.

### Bevölkerungsentwicklung
| Natschbach-Loipersbach: Einwohnerzahlen von 1869 bis 2025 | Natschbach-Loipersbach: Einwohnerzahlen von 1869 bis 2025 | Natschbach-Loipersbach: Einwohnerzahlen von 1869 bis 2025 | Natschbach-Loipersbach: Einwohnerzahlen von 1869 bis 2025 | Natschbach-Loipersbach: Einwohnerzahlen von 1869 bis 2025 |
| --------------------------------------------------------- | --------------------------------------------------------- | --------------------------------------------------------- | --------------------------------------------------------- | --------------------------------------------------------- |
| Jahr                                                      |                                                           |                                                           |                                                           | Einwohner                                                 |
| 1869                                                      | 1869                                                      |                                                           | 502                                                       | 502                                                       |
| 1880                                                      | 1880                                                      |                                                           | 511                                                       | 511                                                       |
| 1890                                                      | 1890                                                      |                                                           | 532                                                       | 532                                                       |
| 1900                                                      | 1900                                                      |                                                           | 498                                                       | 498                                                       |
| 1910                                                      | 1910                                                      |                                                           | 521                                                       | 521                                                       |
| 1923                                                      | 1923                                                      |                                                           | 513                                                       | 513                                                       |
| 1934                                                      | 1934                                                      |                                                           | 489                                                       | 489                                                       |
| 1939                                                      | 1939                                                      |                                                           | 511                                                       | 511                                                       |
| 1951                                                      | 1951                                                      |                                                           | 510                                                       | 510                                                       |
| 1961                                                      | 1961                                                      |                                                           | 457                                                       | 457                                                       |
| 1971                                                      | 1971                                                      |                                                           | 624                                                       | 624                                                       |
| 1981                                                      | 1981                                                      |                                                           | 1.115                                                     | 1.115                                                     |
| 1991                                                      | 1991                                                      |                                                           | 1.332                                                     | 1.332                                                     |
| 2001                                                      | 2001                                                      |                                                           | 1.537                                                     | 1.537                                                     |
| 2011                                                      | 2011                                                      |                                                           | 1.718                                                     | 1.718                                                     |
| 2021                                                      | 2021                                                      |                                                           | 1.705                                                     | 1.705                                                     |
| 2025                                                      | 2025                                                      |                                                           | 1.742                                                     | 1.742                                                     |
| Quelle(n): Statistik Austria, Gebietsstand 1.1.2021       |                                                           |                                                           |                                                           |                                                           |

### Religionen
Nach den Daten der Volkszählung 2001 sind 78,2 % der Einwohner römisch-katholisch und 4,3 % evangelisch. 2,1 % sind Muslime, 0,7 % gehören orthodoxen Kirchen an. 12,2 % der Bevölkerung haben kein religiöses Bekenntnis.

## Kultur und Sehenswürdigkeiten

### Einrichtungen
- Natschbach bzw. Loipersbach besitzen jeweils ein Feuerwehrhaus und einen Kindergarten.
- Natschbach-Loipersbach hat einen Musikverein.

### Sport
- Fußballverein USV Natschbach-Loipersbach
- Tennisverein UTV Natschbach-Loipersbach[12]
- Speedwayclub-Schwarzatal

## Wirtschaft und Infrastruktur

### Wirtschaftssektoren
Die Wirtschaft von Natschbach-Loipersbach ist stark vom Produktionssektor geprägt, er schafft beinahe drei Viertel der Arbeitsplätze. Rund achtzig Prozent der Arbeitnehmer im Produktionssektor sind mit der Herstellung von Waren beschäftigt, ein Fünftel arbeitet im Baugewerbe.
| Wirtschaftssektor            | Anzahl Betriebe | Anzahl Betriebe | Erwerbstätige | Erwerbstätige |
| Wirtschaftssektor            | 2011            | 2001            | 2011          | 2001          |
| ---------------------------- | --------------- | --------------- | ------------- | ------------- |
| Land- und Forstwirtschaft 1) | 31              | 35              | 22            | 29            |
| Produktion                   | 13              | 10              | 464           | 397           |
| Dienstleistung               | 52              | 33              | 146           | 92            |

1) Betriebe mit Fläche in den Jahren 2010 und 1999
| In der Gemeinde wohnen 850 Erwerbstätige. Davon fanden 138 einen Arbeitsplatz in der Gemeinde, 712 pendeln aus. Dafür kommen 494 Personen aus der Umgebung zur Arbeit nach Natschbach-Loipersbach. - Eisenbahn: Der Bahnhof Neunkirchen ist weniger als fünf Kilometer von Natschbach entfernt. - Straße: Im Gemeindegebiet befindet sich der Autobahnknoten Seebenstein, wo die Semmering Schnellstraße S6 von der Süd Autobahn A2 abzweigt. | Die zur Anzeige dieser Grafik verwendete Erweiterung wurde dauerhaft deaktiviert. Wir arbeiten aktuell daran, diese und weitere betroffene Grafiken auf ein neues Format umzustellen. (Mehr dazu) |

## Politik

### Gemeinderat
Der Gemeinderat hat 19 Mitglieder.
- Mit den Gemeinderatswahlen in Niederösterreich 1990 hatte der Gemeinderat folgende Verteilung: 14 ÖVP, und 5 SPÖ.
- Mit den Gemeinderatswahlen in Niederösterreich 1995 hatte der Gemeinderat folgende Verteilung: 14 ÖVP, und 5 SPÖ.[18]
- Mit den Gemeinderatswahlen in Niederösterreich 2000 hatte der Gemeinderat folgende Verteilung: 13 ÖVP, 5 SPÖ, und 1 Unabhängige Bürgerinitiative Natschbach-Loipersbach-Lindgrub.[19]
- Mit den Gemeinderatswahlen in Niederösterreich 2005 hatte der Gemeinderat folgende Verteilung: 10 ÖVP, 7 SPÖ, und 2 Bürgerinitiative Kriechenbaum.[20]
- Mit den Gemeinderatswahlen in Niederösterreich 2010 hatte der Gemeinderat folgende Verteilung: 11 ÖVP, 5 SPÖ, 2 FPÖ, und 1 Bürgerinitiative Kriechenbaum.[21]
- Mit den Gemeinderatswahlen in Niederösterreich 2015 hatte der Gemeinderat folgende Verteilung: 11 ÖVP, 5 SPÖ, und 3 FPÖ.[22]
- Mit den Gemeinderatswahlen in Niederösterreich 2020 hat der Gemeinderat folgende Verteilung: 12 ÖVP, 4 SPÖ, und 3 FPÖ.[23]
- Mit den Gemeinderatswahlen in Niederösterreich 2025 hat der Gemeinderat folgende Verteilung: 9 ÖVP, 3 SPÖ, 6 FPÖ und 1 GRÜNE.[24]

### Bürgermeister
- bis 2006 Leopold Schitkowitz (ÖVP)
- seit 2006 Günther Stellwag (ÖVP)

### Gemeindepartnerschaften
- Seit 1987 besteht eine Partnerschaft mit Cornuda in Italien.

## Persönlichkeiten
- Johann Buchleitner (1893–1979), Pädagoge, Politiker und Abgeordneter zum Nationalrat
- Peter Buchleitner (1933–2020), Landwirt, Politiker und Abgeordneter zum Landtag von Niederösterreich
- Heinrich Nagl (1904–1990), Fußballspieler und -schiedsrichter sowie Motorradrennfahrer